# Stora Hultrums station
Stora Hultrums station var en station på Jönköping–Gripenbergs Järnväg i Stora Hultrum i Vireda socken i Aneby kommun.

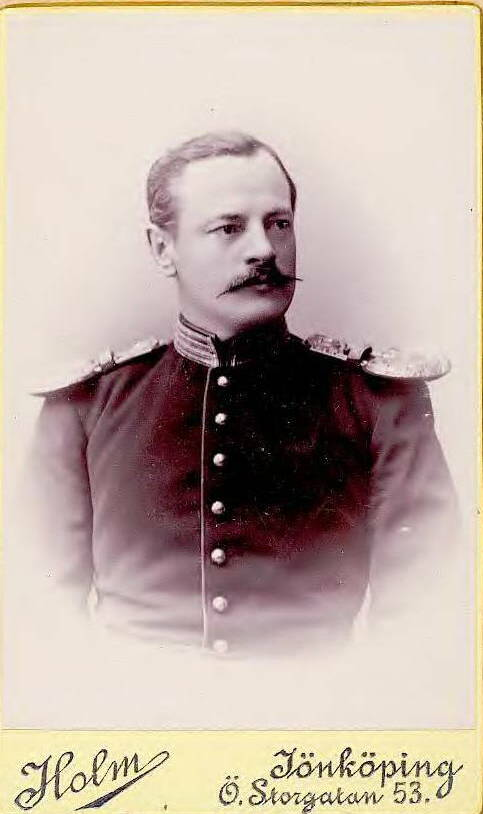
Axel Philip von Otter, godsägare på Stora Hultrum vid Gripenbergsbanans anläggande.

Vid tiden för diskussion om anläggande av Gripenbergsbanan bodde Axel Philip von Otter (1851–1934) på Stora Hultrums gård. Denne var – vid sidan av Wilhelm Tham på Husqvarna Vapenfabrik och James Hamilton på Lyckås – en viktig tillskyndare till banan.
Stationen gav bland annan en möjlighet från 1911 att transportera gäster med båt över Ören till Örensbadet och Smålandsgården i Örserumsbrunn, först med ångslupen Svanen och från 1910 med den större S/S Ören. Båtarna trafikerade traden Örserum–Näs–Framnäs–Stora Hultrum.
Järnvägen var från början planerad att gå till Gripenberg, där anslutning kunde ske till stambanan med järnvägen Nässjö–Katrineholm, men slutstationen blev Vireda, en station bortom Stora Hultrum.
Expeditions- och väntsalsbyggnaden finns kvar.